# FK BASK
FK BASK (Servisch: ФК БАСК) is een Servische voetbalclub uit de hoofdstad Belgrado.
De club werd in 1903 opgericht als Soko en nam in 1931 de huidige naam aan. De club speelde vijf seizoenen in de hoogste klasse van Joegoslavië, allemaal in de jaren dertig. In 2007 degradeerde de club uit de tweede klasse en keerde terug in 2010. In 2011 werd de club kampioen in de Prva Liga, maar verkoos om niet te promoveren.

## Rangschikkingen
Tussen haakjes het aantal clubs in de competitie dat jaar.
- 1932/33 - 5e (11)
- 1934/34 - 7e (10)
- 1936/37 - 6e (10)
- 1937/38 - 4e (10)
- 1938/39 - 8e (12)